# CNBC亞洲台
亞洲台 是亞洲的財經新聞台之一。此頻道於1995年開播，是頻道的亞洲分公司，母公司為NBC環球集團。此頻道節目大都在新加坡及香港製播，而總部位於新加坡凯联大厦6樓。

## CNBC亞洲台節目介紹
與CNBC美國台與CNBC歐洲台一樣，CNBC亞洲台在開盤日期間，螢幕下方都會有跑馬燈提供亞洲主要股市的交易狀況。在2005年12月19日之前，CNBC亞洲台的鏡面看起來與CNBC美國台極為相似，並使用一樣的新聞音樂。2006年10月29日，CNBC亞洲台啟用新版的頻道ID。在2007年3月26日，CNBC亞洲台的小部份鏡面更換為CNBC美國台及CNBC歐洲台設計。在2010年6月起亞洲台的大部份版面及動畫元素均有採納美國台的設計，唯美國台鏡面在2011年及2012年進行小更新後，亞洲台並沒有採納。2014年3月30日起，CNBC亞洲台採用16:9寬螢幕播放，鏡面亦進行小更新，大部份設計與CNBC歐洲台一樣。

### 節目改革
在2007年3月26日開始，CNBC亞洲台進行節目改革，推出Squawk Australia、Cash Flow及Capital Connection新節目，舊節目如Market Watch及CNBC美國台節目On The Money已停播。2010年6月14日的節目改革期间，停播Squawk Australia，加入新節目The CALL。到2014年3月31日的節目改革，推出新節目The Rundown以及Street Signs，而The CALL則停播。

### 開市日節目
- The Rundown– Adam Bakhtiar
- Asia Squawk Box– Susan Li 及 Bernard Lo（香港直播）
- Street Signs – Oriel Morrison and Martin Soong
- Capital Connection – Sri Jegarajah and Carolin Roth*
- Worldwide Exchange – Ross Westgate

### 周六日的節目
- Managing Asia – Christine Tan
- Inside China – Eunice Yoon
- CNBC Sports：播放不同類型的體育運動，例如播放賽馬、高爾夫球比賽等節目（12:00-4:00 PM）
- The Suze Orman Show：由美國的理財專家Suze Orman主持
- Money in Motion
- Access: Middle East
- Late Night with Jimmy Fallon：為NBC節目，由美國知名名嘴Jimmy Fallon訪問好萊塢著名明星

### 過去節目
以下這些節目已經停播：
- Squawk Australia
- Asia Market Watch在2007年3月26日被CNBC's Cash Flow取代
- CNBC Today：約2002年被Asia Wake Up Call取代
- Asia Wake Up Call：約2003年被Asia Squawk Box取代
- Asia Power Lunch：由Rico Hizon 主播，約2003年停播
- Asia Market Wrap：先被Europe Squawk Box取代，再於2005年12月19日被Worldwide Exchange取代
- Asia Business Center：被CNBC Tonight取代
- 亞洲華爾街日報（The Asian Wall Street Journal，AWSJ）：約於2003年被CNBC Tonight取代，介紹當天亞洲的財經新聞大事
- e：約2004年被CNBC Tonight取代，介紹最新科技資訊產品及服務
- Generation e：約2004年被CNBC Tonight取代，介紹最新科技資訊產品及服務
- CNBC Tonight：由Teymoor Nabili和May Lee主播，之後被Worldwide Exchange取代。節目整理當天的亞洲財經新聞，原本因此新節目而停播的AWSJ和e的節目內容則以5-10分鐘小單元形式繼續在此節目播出。
- CEO Australia：約2003年停播，由澳洲特派員專訪當地的CEO。
- Australia Business Centre：約2003年停播
- 遠東經濟評論（Far Eastern Economic Review，即FEER）：約2002年停播
- Lo & Company：由Bernard Lo主持
- Asia This Week：約2002年停播
- Tongiht Show with Jay Leno：美國知名名嘴Jay Leno訪問好萊塢著名明星
- High Net Worth（已停播）：由CNBC美國台的前主播、現任CNBC美國台總編輯之一的Tyler Mathisen主播此節目，介紹高尚生活節目。
- The Business of Innovation（已停播）由CNBC美國台著名女主播Maria Bartiromo訪問現今世界經濟發展重要議題。

## CNBC亞洲台記者群與主播群

### 現任者
| - Martin Soong - Christine Tan - Bernard Lo - Sri Jegarajah - Chloe Cho - Oriel Morrison - Lisa Oake（兼任主持） | - Adam Bakhtiar （特派員） - Emily Chan（陳愛薇）（香港特派員） - Kaori Enjoji（東京特派員） |

### 前CNBC亞洲台主播
| - Rico Hizon（現在在BBC世界台） - Grace Phan（現在在澳洲公視） - Eunice Yoon（現在在CNN國際台） - Lisa Oake（現在在ROBtv） | - Mark Laudi - May Lee（現在在Lotus Media） - Bettina Chua - Phil Yin | - Teymoor Nabili（現在在半島電視台） - Cheryl Liew（現在在ESPN／private equity） - Sabrina Kang - Karen Koh - Collete Wong（現在在ESPN） - Sydnie Kohara - Betty Liu（香港特派員）（現在在Bloomberg 彭博電視） - Jane Ong（香港特派員） - Cheng Lei（上海特派員） - Fauziah Ibrahim - Maura Fogarty（兼任主持） |

## 其他CNBC亞洲台分部
CNBC亞洲台亦推出以下opt-out分部，這些台所播送的節目幾乎與CNBC亞洲台一模一樣，但跑馬燈的內容則是「當地版」，並提供一些opt-out的節目：
- CNBC新加坡台
- CNBC香港台
- CNBC澳洲台

透過與在地的電視台合作，CNBC亞洲台亦在當地提供服務：
- 印度的CNBC-TV18（即之前的CNBC印度台（CNBC India））
- 日本的日經CNBC
- 南韓的SBS-CNBC[永久]
  - Etomato自韓國標準時間0點到7點直播CNBC美國台的節目，包括了第2個小時的Morning Call、Power Lunch、Street Signs、Closing Bell和Kudlow & Company。（页面存档备份，存于）
  - CNBC亞洲台之前在南韓曾與MBN電視台合作成立MBN-CNBC，2005年5月解散。

2005年7月時，有消息指NBC環球集團將自2005年12月31日起直接全面接管CNBC亞洲台。2006年1月1日起，該台的名字亦從「CNBC亞洲台—本台隸屬於NBC環球集團與道瓊公司」（CNBC Asia - A Service of NBC Universal and Dow Jones），轉為單純的「CNBC亞洲台」。
CNBC亞洲台亦推出CNBC Moblie的服務。

## CNBC亞洲台的口號
- 自2006年10月28日起：在全球的商業領域第一（First in Business Worldwide）
- 自2004年起至今：財經新聞的全球領航者（The World Leader in Business News）
- 自2000年起至今：從CNBC中獲利（Profit From It）
- 1998－2000年：你的商情局（Business Intelligence）

### 脚注
1. ↑  以全球广播商业新闻电视台的名称作为台湾办公室的登记名称

## 外部連結
- CNBC亞洲台官方網站（页面存档备份，存于）
- Category:香港電視播放頻道